# Oljokma–Csara-felföld
Az Oljokma–Csara-felföld (oroszul Олёкмо-Чарское плоскогорье [Oljokmo-Csarszkoje ploszkogorje]) tájegység Oroszországban, Szibéria déli részén, a bajkálontúli északi felföldek egyike. Közigazgatásilag legnagyobb része Jakutföldhöz, kisebb része az Irkutszki területhez, illetve a Bajkálontúli határterülethez tartozik.

## Jellemzői
Az Oljokma (keleten) és bal oldali mellékfolyója, a Csara között terül el. Délen az Udokan-hegységgel határos, nyugaton a Csara völgye választja el a Patom-felföldtől.
Déli fele erősebben felszabdalt és 1000–1200 m-re emelkedik (legmagasabb csúcsa 1402 m vagy 1693 m); 600–800 m-es északi fele laposabb és kevésbé tagolt. 
A tetők sok helyen simák, ezért oroszul fennsíknak (ploszkogorje) nevezik. A hegyoldalak uralkodó növényzete a vörösfenyőből álló tajga.
A felföld középső vidékét az észak felé tartó Tokko (446 km), a Csara jobb oldali mellékfolyója szeli át.